# Kerstin Zillmer
Kerstin Zillmer (* 9. März 1962 in Bielefeld) ist eine deutsche Fotografin.

## Leben
Die Meisterschülerin von Prof. Arno Fischer studierte von 1989 bis 1994 Fotografie an der Fachhochschule für Angewandte Kunst bei Vicente del Amo in Granada (Spanien). Seit 1993 lebt sie als freie Fotografin in Berlin.
Seit 1994 zahlreiche Galerie- und Museumsausstellungen in Deutschland, Frankreich, Spanien und Polen, darunter die Einzelausstellungen Die Autonomie der Dinge (Nantes 2005), Das andere Leben (Kunsthalle Erfurt 2002) und Freizeit mit kurzem Arm (Gustav-Lübcke-Museum Hamm 2000).
2005 artiste en résidence bei der 9° Quinzaine Photographique Nantaise in Nantes (Frankreich). Ihr von der Stiftung Saarland geförderter Bildband Kinder der Ausweglosigkeit über das Leben Berliner Straßenkinder erschien 1997. Mit dem Künstlerkollektiv Pruebas Urbanas 1992 Auszeichnung für die Fotoperformance Secuencias Ferrosas beim Performance-Festival Arnheim.
2010 erschien ihr Bildband Hinter der Linden. Das Berliner Staatsballett als künstlerische Dokumentation der Räume und Menschen des Staatsballetts Berlin in der kurz vor der Sanierung stehenden Berliner Staatsoper Unter den Linden.
Seit 2016 ist sie Chefredakteurin des von ihr mitgegründeten Online-Magazins float, das sich thematisch allem widmet, „was auf dem Wasser bewegt“.

## Ausstellungen (Auswahl)
- Hinter den Linden, Galerie exposure twelve, Berlin 2011[2]
- Die Autonomie der Dinge, 9° Quinzaine Photographique Nantaise, Nantes (Frankreich) 2005
- Das andere Leben, Kunsthalle Erfurt 2002
- Freizeit mit kurzem Arm. Innenansichten einer Haftanstalt, Gustav-Lübcke-Museum, Hamm 2000
- Straßenkinder in Deutschland, Wanderausstellung mit rund 20 Stationen u. a. in Berlin, Krakau, Dresden, Cottbus und Saarbrücken, 1994–2000
- El Vigésimo, Fotoinstallation, 2° Festival de Performance, Granada (Spanien) 1993
- Secuencias Ferrosas, Performance (Konzeption, Fotografie, Regie) mit dem Künstlerkollektiv Pruebas Urbanas, Aufführungen in Granada, Barcelona, Cordoba, Sevilla, Madrid und Arnhem 1991–1992

## Publikationen
- Hinter den Linden. Das Berliner Staatsballett mit einem Essay von Jutta Voigt, Edition Braus, Heidelberg / Berlin 2010
- 2020. Kinder und Jugendliche über unsere Zukunft mit Uwe Britten, Rowohlt, Reinbek 2000
- Kinder der Ausweglosigkeit, Votum, Münster 1997